# Astragalus reuterianus
Astragalus reuterianus är en ärtväxtart som beskrevs av Pierre Edmond Boissier. Astragalus reuterianus ingår i släktet vedlar, och familjen ärtväxter. Inga underarter finns listade i Catalogue of Life.